# Jaime Frontera
Jaime Frontera, né le 30 novembre 1940, à Mayagüez, à Porto Rico, est un ancien joueur portoricain de basket-ball.

## Palmarès
- Finaliste des Jeux panaméricains de 1959
- 3e des Jeux panaméricains de 1963